# Aba (Olba)

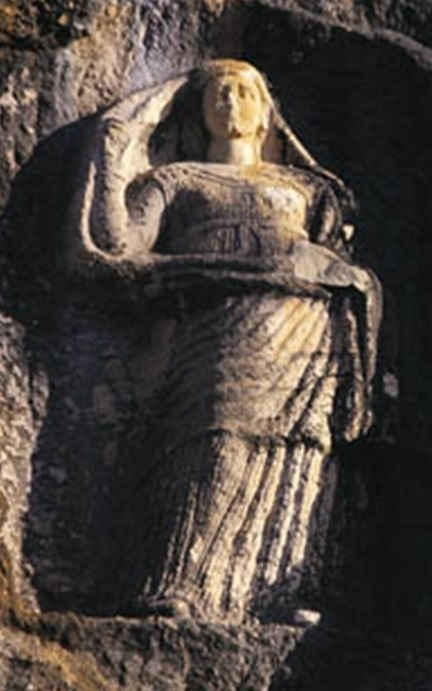
Reina Aba

Aba fue a mediados del siglo I d. C. la regente de la ciudad y el reino de Olba en Cilicia. Ella era la hija de   Zenófanes que había ejercido en él durante la tiranía de Tracheiotis. 
Poco a poco fue haciéndose con el poder a través de las relaciones de su padre que en esos momentos era procurador. Agasajó de regalos y presentes a personalidades muy importantes como la faraona de Egipto Cleopatra VII y al triunviro romano Marco Antonio y estos le correspondieron con el apoyo a su regencia. 
Más tarde Aba fue derrocada, aunque sus descendientes continuaron la regencia del reino de Olba durante algunos años más hasta la incorporación definitiva al Imperio romano.